# Maciço da Ubaye
O Maciço de Ubaye - Massif de l'Ubaye em francês - é um maciço que faz parte dos Alpes Ocidentais na sua secção dos Alpes Cócios e se encontra repartido pelo Piemonte em Itália e pelo departamento francês de Provença-Alpes-Costa Azul. O ponto mais alto é o Aiguille de Chambeyron com 3.412m.

## Situação
Composta por rocha metamórfica está rodeado a Norte pelo Alpes_Cócios e pelo Maciço do  Queyras,a Noroete pelo Maciço des Écrins, a Sudoeste pelo Maciço des Trois-Évêchés, e a Sudeste pelo Maciço do Mercantour.

## Imagem

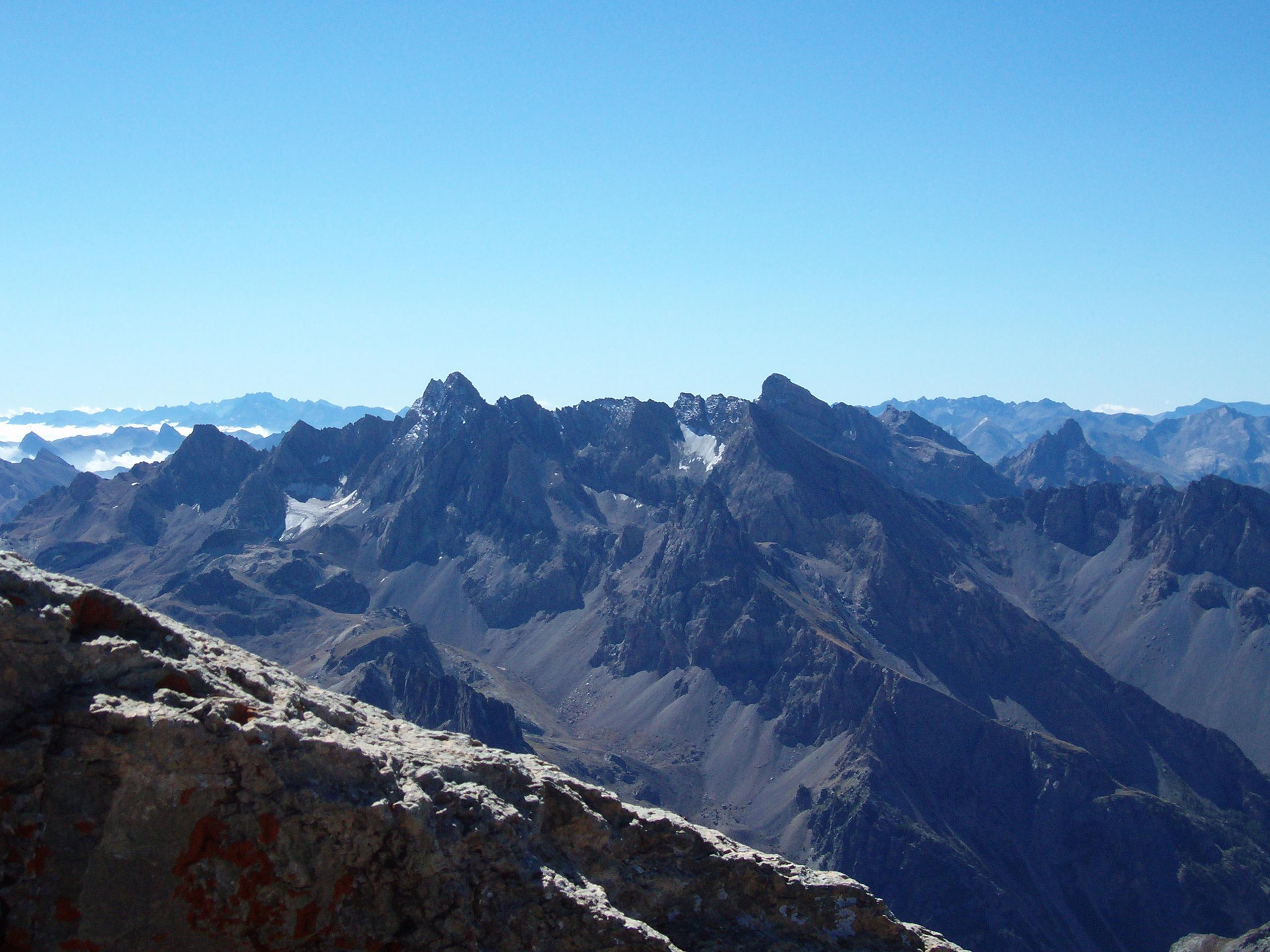
O Chambeyron  visto do Norte